# Regimento de Artilharia N.º 4
O Regimento de Artilharia N.º 4 (RA4) OTE é uma órgão de base da Componente Fixa do Sistema de Forças do Exército Português, aquartelado em Leiria.
Presentemente, o RA4 encontra-se na dependência da Brigada de Reação Rápida, tendo como encargos, para com Componente Operacional do Sistema de Forças, o aprontamento do grupo de artilharia de campanha daquela brigada.

## Organização
O Regimento de Artilharia N.º 4 inclui:
- Comando e Estado-Maior
- Bateria de Comando e Serviços
- Grupo de Artilharia de Campanha da Brigada de Reação Rápida
  - Comando e Estado-Maior
  - Bateria de Comando e Serviços
  - 1ª Bateria de Bocas de Fogo
  - 2ª Bateria de Bocas de Fogo
  - 3ª Bateria de Bocas de Fogo

## História
O atual RA4 foi criado em Castelo Branco em 1917 como Regimento de Obuses de Campanha (ROC), através da integração dos antigos batalhões de obuses de campanha dos regimentos de Artilharia N.º 5 (Viana do Castelo) e N.º 6 (Porto).
Em 1926, o ROC foi transferido para Leiria, passando a designar-se "Regimento de Artilharia N.º 4 (RA4)". Em 1927, passou a denominar-se "Regimento de Artilharia Ligeira N.º 4 (RAL4).
A 17 de Fevereiro de 1928 o Regimento de Obuses de Campanha foi feito Oficial da Ordem Militar da Torre e Espada, do Valor, Lealdade e Mérito.
O regimento estava então equipado com obuses de 75 mm TR rebocados a cavalo. Em 1943, o regimento começou a ser equipado com obuses auto-rebocados, primeiro de 88 mm e depois de 105 mm.
Em 1955, o regimento recebe o encargo de organizar o Comando de Artilharia Divisionária e dois dos três grupos de artilharia de campanha da 3.ª Divisão do Corpo Expedicionário Português, contribuição terrestre portuguesa na NATO.
Em 1961, com o início da Guerra do Ultramar, a unidade organiza e envia para Angola três companhias do tipo caçadores, para atuarem como infantaria mas compostas por militares artilheiros (Companhias de Artilharia N.º 101, N.º 119 e N.º 178).
A partir de 1963, o RAL4, ainda que mantendo a mesma designação, passa a ser um centro de instrução de secretariado militar, sobretudo para pessoal destinado ao Ultramar.
Em 1975, a unidade passa a designar-se "Regimento de Artilharia de Leiria (RAL)". A partir de 1977, o RAL recebe o encargo de organizar o Grupo de Artilharia de Campanha (GAC) da nova 1.ª Brigada Mista Independente. Para isso é equipado com obuses autopropulsados de 155 mm M109 e rebocados de 105 mm M101.
Em 1993, a unidade adopta a actual denominação de "Regimento de Artilharia N.º 4" passando a ser responsável pela organização e manutenção do GAC da Brigada Aerotransportada Independente primeiro equipado com obuses M101 e posteriormente com obuses M119 Light Gun.
Em maio de 2005, no âmbito da reorganização do dispositivo do Exército Português, a Brigada de Reação Rápida (ex-Brigada Aerotransportada) deixou de ter artilharia de campanha orgânica, sendo o seu GAC transferido para a Brigada de Intervenção (BrigInt). Na sequência dessa reorganização, dada a extinção do antigo grupo da BrigInt, o GAC do RA4 era então a única unidade operacional de artilharia de campanha rebocada do Exército Português.
Em 2009, é levantado no Regimento de Artilharia N.º 5 um novo GAC, que é atribuído à BrigInt. O GAC do RA4 volta a ser integrado na Brigada de Reação Rápida.